# Chemisches Chaperon
Chemische Chaperone sind exogene Substanzen, die den Prozess der Proteinfaltung im Endoplasmatischen Retikulum einer Zelle unterstützen. Sie stabilisieren die Protein-Konformation gegen thermisch und chemisch induzierte Denaturierung.

## Beschreibung
Natürliche Chaperone sind zelleigene Proteine, die neu synthetisierten Proteinen „helfen“, sich korrekt zu falten. Im Gegensatz dazu sind chemische Chaperone von außen zugeführte Substanzen, mit teilweise recht einfacher chemischer Struktur. Die chemischen Chaperone unterstützen ebenfalls den Prozess der Proteinfaltung. Sie erhöhen beispielsweise die Löslichkeit der Proteine und unterdrücken damit die Aggregation von ungefalteten Proteinen. Einen etwas anderen Wirkmechanismus hat Phenylbutyrat (PBA), das die hydrophoben Domänen fehlgefalteter Proteine maskiert und so deren Aggregation verhindert.
Für pharmakologische In-vivo-Anwendungen als Arzneimittel werden zu hohe systemische Konzentrationen an chemischen Chaperonen benötigt, die mit erheblichen toxischen Nebenwirkungen verbunden sind.
In vitro werden dagegen chemische Chaperone häufig bei der Produktion von rekombinanten Proteinen eingesetzt. Dort erhöhen sie die Produktionsausbeute.
Im Gegensatz zu den chemischen Chaperonen binden die pharmakologischen Chaperone spezifisch an ungefaltete Proteine – im Idealfall nur an einen Proteintyp – und stabilisieren die Struktur des Proteins. In einigen Veröffentlichungen werden allerdings die Begriffe chemisches Chaperon und pharmakologisches Chaperon synonym verwendet.

## Beispiele
Zu den chemischen Chaperonen gehört eine Vielzahl organischen Verbindungen. Dimethylsulfoxid, Polyamine wie Spermin und Spermidin, Polyole wie Glycerin, bestimmte Aminosäuren wie Lysin, sind die einfachsten Vertreter chemischer Chaperone.
Phenylbutyrat (genauer: 4-Phenylbutyrat) ist ein chemisches Chaperon, das aufgrund seines breiten Wirkungsspektrums – nicht nur als chemisches Chaperon – ein hohes pharmakologisches Potenzial hat.

## Weiterführende Literatur
- E. Papp, P. Csermely: Chemical chaperones: mechanisms of action and potential use. In: Handbook of experimental pharmacology. Nummer 172, 2006, S. 405–416, ISSN 0171-2004. PMID 16610368.
- S. H. Kim, Y. B. Yan, H. M. Zhou: Role of osmolytes as chemical chaperones during the refolding of aminoacylase. In: Biochemistry and cell biology = Biochimie et biologie cellulaire. Band 84, Nummer 1, Februar 2006, S. 30–38, ISSN 0829-8211. doi:10.1139/o05-148. PMID 16462887.
- Y. Nagao, H. Ishiguro, N. Nukina: DMSO and glycerol reduce bacterial death induced by expression of truncated N-terminal huntingtin with expanded polyglutamine tracts. In: Biochimica et biophysica acta. Band 1502, Nummer 2, Oktober 2000, S. 247–256, ISSN 0006-3002. PMID 11040449.
- D. S. Yang, C. M. Yip u. a.: Manipulating the amyloid-beta aggregation pathway with chemical chaperones. In: The Journal of biological chemistry. Band 274, Nummer 46, November 1999, S. 32970–32974, ISSN 0021-9258. PMID 10551864.